# Micere Githae Mugo
Micere Githae Mugo, nascida Madeleine Micere Githae (Baricho, 1942 – 30 de junho de 2023) foi uma dramaturga, autora, ativista, instrutora e poetisa queniana. Foi crítica literária e professora de literatura no Departamento de Estudos Afro-Americanos da Universidade de Syracuse. Foi forçada ao exílio, em 1982, do Quênia durante a ditadura de Daniel Toroitich arap Moi por ativismo e mudou-se para lecionar no Zimbabwe e, posteriormente, nos Estados Unidos. Ensina literatura oral, literatura e escrita criativa. Suas publicações incluem seis livros, uma peça em coautoria com Ngũgĩ wa Thiong'o e três monografias. Também editou jornais e o currículo escolar do Zimbabwe. O East African Standard a listou entre as 100 pessoas mais influentes no Quênia ("The Top 100: They Influenced Kenya Most during the 20th Century"), em 2002.

## Biografia

### Anos inicias
Madeleine Micere Githae nasceu em 1942, em Baricho, condado de Quiriniaga, no Quênia. Filha de dois professores progressistas (liberais) que foram politicamente ativos na luta pela independência do Quênia, recebeu uma sólida educação primária e secundária no Quênia, frequentando a Alliance Girls High School. Se tornou uma das primeiras alunas negras a ter permissão para se matricular no que antes era uma academia segregada. Mais tarde, frequentou a Universidade Makerere — obteve seu BA, em 1966 — a Universidade do Novo Brunswick — obtendo seu MA, em 1973 — e a Universidade de Toronto — onde obteve seu PhD, em 1978. Em 1973, assumiu o cargo de professora na Universidade de Nairóbi e, em 1978 ou 1980, tornou-se reitora da Faculdade de Artes, tornando-se a primeira reitora do Quênia. Lecionou na Universidade de Nairóbi até 1982 e também lecionou na Universidade do Zimbabwe.

### Exílio
Foi uma ativista política que lutou contra os abusos dos direitos humanos no Quênia. Seu ativismo político a levou a ser perseguida e presa pela polícia. Mugo e sua família (incluindo as duas filhas pequenas) foram forçados a deixar o Quênia, em 1982, após a tentativa de golpe do governo de Daniel Toroitich arap Moi, após a qual se tornou alvo de assédio oficial do governo. Perdeu a cidadania do Quênia, mas recebeu a cidadania do Zimbábue. Trabalhou, escreveu e ensinou no exterior desde que deixou o Quênia. Desde 1984, é cidadã do Zimbábue.
| “                     | Sou filha do universo, já morei em quase todos os continentes. | ” |
| — Micere Githae Mugo, |                                                                |   |

### Fim da carreira
Fundou e presidiu a Comunidade Pan-Africana do centro de Nova Iorque, onde iniciou programas de voluntariado em duas prisões. Foi palestrante oficial da Amnesty International e consultora da série "Africa on the Horizon" da Blackside. Ainda foi consultora de muitas fundações e parte do conselho de muitas revistas. Também atuou como presidente do conselho de administração do SARIPS, o Instituto Regional da África Austral para Estudos Políticos, em Harare. Nos últimos anos, continuou professora de Estudos Pan-Africanos na Universidade de Syracuse, permanecendo seu ativismo e escrita.
| “                     | Escrever pode ser uma tábua de salvação, especialmente quando sua existência foi negada, especialmente quando você foi deixado à margem, especialmente quando sua vida e processo de crescimento foram submetidos a tentativas de estrangulamento. | ” |
| — Micere Githae Mugo, | |   |

Em 2021, a Royal African Society agraciou Mugo com o prêmio Lifetime Achievement in African Literature e a primeira a receber este prêmio foi Margaret Busby, em 2019.

## Trabalhos
É uma distinta poeta e autora ou editora de 15 livros. Seu trabalho é geralmente de uma perspectiva tradicional africana, pan-africana e feminista e se baseia fortemente nas tradições culturais indígenas africanas. Também colaborou com a escritora zimbabuense Shimmer Chinodya na edição de peças e histórias para adolescentes, na língua xona.

### Peças
- The Long Illness of Ex-Chief Kiti, East African Literature Bureau, 1976[15]
- The Trial of Dedan Kimathi (co-autoria com Ngũgĩ wa Thiong'o), Heinemann, 1976[16]

### Poesia
- Daughter of My People, Sing!, East African Literature Bureau, 1976[17]
- My Mother's Song and Other Poems, East African Educational Publishers, 1994[18]

### Crítica literária
- Visions of Africa: The Fiction of Chinua Achebe, Margaret Laurence, Elspeth Huxley, and Ngũgĩ wa Thiong'o, Kenya Literature Bureau, 1978[19]
- African Orature and Human Rights, National University of Lesotho, 1991[20]
- The imperative of Utu / Ubuntu in Africana scholarship, Daraja Press, 2021[21]

### Autobiografia
- Writing & Speaking from the Heart of My Mind, Africa World Press, 2012[22]

## Prêmios e honrarias
- Marcus Garvey Award da the Canadian Branch of UNIA – 1985[14]
- Ford Foundation Award for research on African orature and human rights – 1987–90[14]
- Rockefeller Foundation Award for writing and publication – 1992[14]
- "The Top 100: They Influenced Kenya Most during the 20th Century", East African Standard – 2002[23]
- Human Rights Award, Onondaga County Human Rights Commission – 2004
- Beyond Community Recognition Awards, Inc. – 2004
- Lifetime Community Service Award (CNY Women Syracuse Chapter) – 2007
- Distinguished Africanist Scholar Award, Associação de Estudos Africanos de Nova York (NYASA) – 2007[23]
- CNY Women of Distinction Award – 2008
- Fundadora e ex-presidente da organização United Women of Africa[14]
- Courage Award, Girl Scout Council of Central New York
- Prêmio da Organização das Mulheres Unidas da África (UWAO) para Liderança Visionária – 2009[24]
- Mwalimu Julius Nyerere Distinguished Lecturer Award, Universidade de Dar es Salaam – 2012[25]
- Flora Nwapa Award for excellence in Africana literature, Associação de Literatura Africana – 2013[26]
- Royal African Society Lifetime Achievement Award in African Literature – 2021[14]
- Lifetime Achievement Award, Coligação dos Defensores e a Embaixada da Suécia no Quênia – 2022[27]
- Fonlon-Nichols Award, Associação de Literatura Africana – 2024[28]

## Aparições na TV
- International World Peace Summit – 2006 C-SPAN (painelista)

## Parentes
Ela tem dois irmãos conhecidos no Quênia: a ex-chefe de enfermagem Eunice Muringo Kiereini e o político Robinson Njeru Githae. Seu pai era Solomon Githendui Githae (1904–2007).